# ラファエル・マンガサリアン
- ラファエル・マンガサリャン

ラファエル・アラム・マンガサリアン（アルメニア語: Ռաֆայել Արամի Մանգասարյան, ラテン文字転写例: Rafael Aram Mangasarian, Rafael Aram Mangasaryan, 1927年1月1日 - 1997年10月31日）は、旧ソ連の指揮者。

## 経歴
1927年、ザカフカース社会主義連邦ソビエト共和国統治下のトビリシで生まれた。エレバン音楽院に進学し、カルプ・ドムバリエフにヴァイオリンを師事した。1951年に卒業した後は同音楽院の講師となった。
1963年から勤務先のエレバン音楽院のミカエル・マルンチアンの下で指揮法を学んだ。1966年にアルメニア放送交響楽団の指揮者陣に加わり、1969年に首席指揮者、1972年に芸術監督の各ポストに昇格し、1985年まで務めた。1985年から翌年までアルメニア・フィルハーモニー管弦楽団の芸術監督を歴任。エレバン音楽院では1977年に教授に昇格し、1993年には院長に選ばれている。1979年にはアルメニア政府から人民芸術家の称号、1983年にはアルメニア国家賞をそれぞれ贈られている。1997年、エレバンにて死去。

## 注
1. ↑  “Մանգասարյան Ռաֆայել”. 2018年6月20日時点のオリジナルよりアーカイブ。2018年6月20日閲覧。
2. ↑  アーカイブ 2018年6月20日 - ウェイバックマシン
3. ↑  “ՌԱՖԱՅԵԼ ՄԱՆԳԱՍԱՐՅԱՆ”. 2018年6月20日時点のオリジナルよりアーカイブ。2018年6月20日閲覧。

| スタブアイコン | サブスタブ | この項目は、まだ閲覧者の調べものの参照としては役立たない、人物に関連した書きかけの項目です。この項目を加筆・訂正などしてくださる協力者を求めています（P:人物伝/PJ:人物伝）。 |